# مری، پرنسس رویال و کنتس هاروود
مری، پرنسس رویال و کنتس هاروود (انگلیسی: Mary, Princess Royal and Countess of Harewood; ۲۵ آوریل ۱۸۹۷ – ۲۸ مارس ۱۹۶۵) پرستار و آریستوکرات اهل بریتانیا بود. وی همچنین برندهٔ جوایزی همچون صلیب سرخ سلطنتی شده‌است.